# Luigi Negri
Luigi Negri (n. 4 august 1956, Codogno, Lombardia, Italia) este un arhitect și om politic italian, secretar al partidului Lega Lombarda⁠(d) între anii 1993 și 1995 și membru al Camerei Deputaților între anii 1992 și 2001.

## Biografie
Născut la Codogno în 1956, a absolvit studii de arhitectură la Politehnica din Milano⁠(d) cu teza Giovanni Battista Barattieri e l'Architettura delle acque („Giovanni Battista Barattieri și arhitectura apelor”).
Pasiunea sa pentru istoria artei l-a determinat să aprofundeze mai presus de toate studiul porțelanului și să colecționeze obiecte din porțelan. El și-a dedicat timpul studierii porțelanului german, în special al porțelanului de Meissen, prima fabrică europeană de porțelanuri, fondată în 1710. A participat la numeroase expoziții naționale și internaționale, inclusiv la Esposizione antiquari milanesi din Milano, Mercateinfiera din Parma și Salon anticari din Antibes.